# Municipio de Liberty (condado de Van Wert)
El municipio de Liberty (en inglés: Liberty Township) es un municipio ubicado en el condado de Van Wert en el estado estadounidense de Ohio. En el año 2010 tenía una población de 1559 habitantes y una densidad poblacional de 16,21 personas por km².

## Geografía
El municipio de Liberty se encuentra ubicado en las coordenadas 40°46′20″N 84°38′2″O / 40.77222, -84.63389. Según la Oficina del Censo de los Estados Unidos, el municipio tiene una superficie total de 96.2 km², de la cual 96,16 km² corresponden a tierra firme y (0,05 %) 0,05 km² es agua.

## Demografía
Según el censo de 2010, había 1559 personas residiendo en el municipio de Liberty. La densidad de población era de 16,21 hab./km². De los 1559 habitantes, el municipio de Liberty estaba compuesto por el 97,75 % blancos, el 0,32 % eran afroamericanos, el 0,13 % eran amerindios, el 0,13 % eran asiáticos, el 0,64 % eran de otras razas y el 1,03 % eran de una mezcla de razas. Del total de la población el 1,99 % eran hispanos o latinos de cualquier raza.